# Olga Homeghi
Olga Homeghi, férjezett neve Olga Bularda, majd Olga Ionita (Fieni, 1958. május 1. –) olimpiai és világbajnok román evezős.

## Pályafutása
Három olimpián vett részt (1980, 1984, 1988). Négy érmet szerzett négy különböző versenyszámban. Az 1980-as moszkvai olimpián Valeria Răcilăval kétpárevezősben bronzérmet szerzett. Az 1984-es Los Angeles-i olimpián kormányos négyesben, majd 1988-as szöulin kormányos nélküli kettesben aranyérmet nyert társaival. Szöulban a nyolcas tagjaként ezüstérmes lett. 1979 és 1987 között három világbajnoki arany-, és két-két ezüst- illetve bronzérmet nyert.

## Sikerei, díjai
- Olimpiai játékok
  - aranyérmes: 1984, Los Angeles (kormányos négyes), 1988, Szöul (kormányos nélküli kettes)
  - ezüstérmes: 1988, Szöul (nyolcas)
  - bronzérmes: 1980, Moszkva (kétpárevezős)
- Világbajnokság
  - aranyérmes (3): 1986, 1987 (kormányos nélküli kettes), 1987 (nyolcas)
  - ezüstérmes (2): 1983, 1985 (kormányos négyes)
  - bronzérmes (2): 1979 (kétpárevezős), 1981 (négypárevezős)